# 1. FC Eschborn
Maillots
Le 1. FC Eschborn est un club amateur de football allemand basé à Eschborn dans l'Hesse.

## Historique
- 1930 : fondation du club sous le nom de 1. FC Eschborn
- 1945 : fermeture du club

1946 : refondation sous le nom de SG Eschborn
- 1950 : le club est renommé 1. FC Eschborn

## Palmarès
- Hessenliga (D4 puis D5)
  - Champion : 2003, 2005 et 2012

- Landesliga Hessen-Mitte (D5 puis D6)
  - Vice-champion : 2000, 2001 et 2002

## Joueur relativement connus passés par le club
- Akram Abdel-Haq (ancien joueur international Jordaniens)
- Velibor Velemir (passé par Darmstadt 98 et Mainz 05)
- Michael Aninic (ancien international Yougoslave passés par Fribourg, Darmstadt et l'Eintracht Frankfurt